# Jeux des îles de l'océan Indien 1990
Navigation
Édition précédente Édition suivante
Les Jeux des îles de l'océan Indien 1990 sont des jeux sportifs qui ont eu lieu en 1990 à Madagascar. Il s'agit de la troisième édition des Jeux des îles de l'océan Indien, une compétition reconnue par le Comité international olympique et impliquant une demi-douzaine d'îles du sud-ouest de l'océan Indien depuis 1979.

## Tableau des médailles
Le tableau suivant présente le bilan par nation des médailles obtenues lors de ces Jeux.
| Rang | Nation     | Or | Argent | Bronze | Total |
| ---- | ---------- | -- | ------ | ------ | ----- |
| 1    | Madagascar | 56 | 52     | 47     | 155   |
| 2    | La Réunion | 47 | 46     | 47     | 140   |
| 3    | Maurice    | 43 | 46     | 47     | 136   |
| 4    | Seychelles | 5  | 4      | 11     | 20    |
| 5    | Comores    | 0  | 0      | 0      | 0     |
| 5    | Maldives   | 0  | 0      | 0      | 0     |

## Annexe